# Sciara clavata
Sciara clavata är en tvåvingeart som beskrevs av Garrett 1925. Sciara clavata ingår i släktet Sciara och familjen sorgmyggor.
Artens utbredningsområde är British Columbia. Inga underarter finns listade i Catalogue of Life.